# Chaouki Ben Saada
Chaouki Ben Saada (Arabiska: شوقي ابن سعادة), född 1 juli 1984 i Bastia på Korsika, är en tunisisk-fransk före detta fotbollsspelare.